# Radicaal 99
Radicaal 99 is een van de 23 van de 214 Kangxi-radicalen dat bestaat uit vijf strepen.
In het Kangxi-woordenboek zijn er 22 karakters die dit radicaal gebruiken.

## Karakters met het radicaal 99
| Strepen | Karakter |
| ------- | -------- |
| + 0     | 甘       |
| + 3     | 甙       |
| + 4     | 甚       |
| + 6     | 甛 甜    |
| + 8     | 甝 甞    |

Orakelbotkarakter
Klein zegelkarakter